# Yerson Zambrano
Yerson Zambrano (Manta, Ecuador) es un árbitro de fútbol ecuatoriano. Es árbitro internacional FIFA desde 2024.

## Biografía
Yerson Zambrano es un árbitro ecuatoriano, debutó en el año 2019 y es internacional FIFA desde 2024 como juez central y árbitro VAR, sus inicios en el arbitraje van desde 2017 en categorías inferiores, torneos amateur y torneos de Segunda Categoría, ya en la temporada 2019 a la Primera Categoría B del Campeonato Ecuatoriano de Fútbol dirigió un partido siendo su debut.
Estuvo presente en la temporada inaugural de la Copa Ecuador en la tercera ronda entre Emelec vs. Atlético Santo Domingo, fue designado como el árbitro central.
Desde el año 2023 viene siendo juez central en la máxima categoría del fútbol ecuatoriano, tanto en el torneo nacional como en la Copa Ecuador.

## Trayectoria
En el plano nacional debutó como árbitro central en el año 2019 dentro de la Serie B el 14 de julio de ese año en el partido entre Atlético Santo Domingo vs. Liga de Loja, partido disputado en la ciudad de Santo Domingo.
| 14 de julio de 2019 | Atlético Santo Domingo | 1:0 (1:0) | Liga de Loja | Estadio Olímpico, Santo Domingo |                             |
| 14:00 (UTC-5)       | Arboleda 14'           | Reporte   |              | Árbitro(s): Yerson Zambrano     | Árbitro(s): Yerson Zambrano |

Su debut en la Serie A de Ecuador fue en 2023, en el partido entre Gualaceo vs. Técnico Universitario del 8 de abril, el encuentro se jugó en Azogues, válido por la Fecha 5 de la Fase 1.
| 8 de abril de 2023 | Gualaceo    | 1:1 (1:1)                         | Técnico Universitario | Estadio Jorge Andrade Cantos, Azogues                    |                                                          |
| 13:00 (UTC-5)      | Morocho 26' | LigaPro Reporte Soccerway Reporte | Cuero 45+4' (pen.)    | Asistencia: 393 espectadores Árbitro(s): Yerson Zambrano | Asistencia: 393 espectadores Árbitro(s): Yerson Zambrano |

A nivel internacional en torneos Conmebol tendrá su debut en la temporada 2024.